# Проспект ценных бумаг
Проспект ценных бумаг — официальный документ, который готовится компанией-эмитентом, утверждается её Советом директоров, и содержит существенную информацию об эмитенте и его ценных бумагах. Роль проспекта двойственна — с одной стороны он используется для стимулирования продаж выпускаемых ценных бумаг, то есть в нем должна быть отражена позитивная информация. С другой стороны, необходимо раскрыть всю информацию о компании (в том числе факторы риска).

## Содержание документа
Краткое содержание проспекта ценных бумаг (для IPO на фондовом рынке США)

### Описание компании и её бизнеса
- Тип предлагаемых ценных бумаг;
- Сумма, на которую выпускаются ценные бумаги;
- Целевое назначение собранных денег;
- Почтовый адрес, телефоны, электронная почта;
- Интернет-сайт компании.

### Факторы риска
- Неблагоприятное развитие бизнеса и потери прибыли;
- Необходимость дополнительного финансирования;
- Дробление (уменьшение доходов на каждую акцию);
- Тенденции развития бизнеса или сезонные изменения;
- Наличие конкуренции;
- Зависимость бизнеса компании от небольшого количества заказчиков, поставщиков или работы ключевых руководителей;
- Информация о существенных контрактах или лицензиях;
- Влияние законодательной базы;
- Изменения технологии.

### Использование собранных средств
Важным элементом для привлечения инвесторов является обсуждение использования собранных в результате первичного размещения средств. Следует иметь в виду, что Комиссия по ценным бумагам и биржам США требует отчёта о размещении этих средств после завершения процесса IPO. Не следует упоминать о том, что данные средства будут использованы для возврата долгов, выплаты дивидендов, расчётов с поставщиками и пр. Наиболее привлекательными для инвесторов являются варианты расширения бизнеса, приобретений и слияний

### Андеррайтерыи распределение ценных бумаг
Необходимо представление информации о стоимости ценных бумаг, участниках синдиката андеррайтеров, типа андеррайтинга, описание всех взаимоотношений между компанией и каждым из андеррайтеров.

### Описание бизнеса компании
Необходимо привести как можно более подробную информацию о бизнесе компании:
- Бизнес-план;
- Особенности компании;
- Работа на зарубежных рынках;
- Расходы на исследовательские и опытно-конструкторские работы;
- Законодательные положения, оказывающие влияние на деятельность отрасли и компании;
- Существующие и могущие возникнуть юридические вопросы в деятельности;
- Данные о доходах, прибыли, активах, продуктах и услугах, разработке продуктов, основных заказчиках, существующих и перспективных заказах, инвентаре, патентах, поставщиках, положении на рынке как самой компании, так и её филиалов.

Финансовая информация
Требования Комиссии по ценным бумагам и биржам США по содержанию и срокам давности финансовой информации являются достаточно сложными.
В общем случае, представляются следующие данные:
- Аудированные балансы на конец предыдущих трёх лет;
- Аудированные отчёты о доходах, движениях денежной наличности, изменениях в долях акционеров в капитале компании за последние три финансовых года;
- Отдельная финансовая информация (из балансов и отчётов о доходах) за последние 5 финансовых лет;
- Отдельные финансовые отчёты о приобретенных бизнесах (или о планируемых к приобретению) — в пределах от одного до трёх лет;
- Промежуточные финансовые отчёты в тех случаях, когда годовые отчёты более 134 дней давности. Могут быть в сжатой форме и неаудированы;
- Ориентировочная финансовая информация — примерные расчёты при той ситуации, когда часть сделок уже совершена.

### Информация о персонале и основных акционерах
Необходимо описать:
- деловой опыт руководителей компании и директоров;
- характер и размер оплаты их труда (в том числе систему опционов акций, бонусы, и др. поощрения);
- распределение акций между директорами и главными акционерами;
- сделки и компенсации учредителям.

### Комментарии и анализ Руководства
В данном разделе Руководство сообщает инвесторам информацию, необходимую для оценки компании; особенный упор необходимо сделать на её перспективы работы в будущем.

### Итоги работы
Сравнительный анализ отчётов о прибылях за каждый из периодов с объяснениями. Следует обсудить причины негативных или положительных тенденций, а также все возникшие или перспективные неопределённости.

### Ликвидность
Определить известные направления, требования, события, которые могут вызвать увеличение или уменьшение ликвидности компании.

### Капитал компании
Описание планируемых расходов капитала, их назначение и источников получения необходимых средств; описать известные существенные направления в изменениях капитала